# Liste der Mitglieder des Landtages (Freistaat Mecklenburg-Schwerin) (1. Wahlperiode)
Diese Liste gibt einen Überblick über alle Mitglieder des Landtages des Freistaates Mecklenburg-Schwerin in der 1. Wahlperiode (1920 bis 1921).

## A
- Julius Asch, SPD

## B
- August Friedrich Bard, DNVP
- Friedrich Bauer, WP
- Hermine Gräfin von Bernstorff, DNVP
- Otto Brüshafer, DNVP
- Friedrich Bull, SPD
- Paul Burchard, DNVP
- Kurt Burmeister, WP

## D
- Ludwig Deike, SPD
- Margarete Detmering, DVP
- Wilhelm Dittrich, SPD

## F
- Elise Fincke, DDP
- Hermann Försterling, DVP
- Paul Franz, SPD
- Hans Fuchs, USPD

## G
- Edmund Geißler, WP
- Wilhelm Giese, DDP
- Bernhard Girke, SPD
- Wilhelm Godknecht, SPD
- Bodo von Gundlach, DNVP

## H
- Gustav Hamel, SPD
- Emil Heimsoth, DVP
- Fritz Henck, SPD
- Hans Hennecke, SPD
- Heinrich Hennings, DVP
- Ernst Hermann, SPD
- Rudolf Hille, DNVP
- Wilhelm Hirsch, SPD

## J
- Johannes Jeß, DVP

## K
- Margarete Ketelhohn, SPD
- Hermann von Knapp, DVP
- Magnus Knebusch, DNVP
- Otto Koblank, USPD
- Karl Köhler, SPD
- Hans Kollwitz, USPD
- Adolf Krefft, DNVP
- August Krüger, SPD
- Johann Krüger, SPD

## L
- Wilhelm Lamberg, SPD
- Hermann Lüdemann, SPD
- Heinrich Luft, DNVP

## M
- Paul Magdeburg, DVP
- Herbert von Mayenburg, USPD
- Otto Metterhausen, DNVP
- Johann Michaelis, DVP
- Carl Moltmann, SPD

## N
- Hans Neumann, DDP

## P
- Karl Petersson, SPD

## R
- August Rambow, SPD
- Hermann Reincke-Bloch, DVP

## S
- Johann Sävert, SPD
- Rudolf Schildmann, DVP
- Karl Schlabach, DNVP
- Klara Schleker, DNVP
- Franz Schmidt, DNVP
- Heinrich Schmidt, SPD
- Fritz Sönnichsen, WP
- Johannes Stelling, SPD

## T
- Otto Turban, SPD

## V
- Ewald Vorkörper, USPD
- Louis Voß, WP

## W
- Paul Walter, DVP
- Carl Warnemünde, DNVP
- Friedrich Wehmer, SPD
- Hugo Wendorff, DDP
- Kurt Wurbs, SPD